# Calcinculo
Calcinculo (englischer Festivaltitel Swing Ride) ist ein italienisch-schweizerischer Spielfilm unter der Regie von Chiara Bellosi aus dem Jahr 2022. Der Film feierte am 13. Februar 2022 auf der Berlinale Weltpremiere und lief dort in der Sektion Panorama.

## Inhalt
Für die fünfzehnjährige Benedetta ist ihre Umgebung, eine wenig anregende Provinz in Süditalien, Sinnbild ihres Inneren: Die Sehnsucht nach Veränderung, Aufmerksamkeit sowie ungelebte Möglichkeiten bestimmen ihr Leben. Sie lebt mit ihren zwei kleinen Schwestern und ihren Eltern zusammen. Ihr Vater schraubt gern an Autos herum, die Mutter lässt die Unzufriedenheit mit ihrem eigenen Leben an Benedetta aus. Anfangs wird darüber geredet, woher Benedettas Übergewicht kommt, wegen dem sie in ärztlicher Behandlung ist.
Gegenüber von ihrem Haus wird eines Tages ein Jahrmarkt aufgebaut. Die bunte, aufregende Welt voll Abwechslung und Aufregung fasziniert Benedetta. Der junge Armando, alias Amanda, widersetzt sich Gendernormen und betreibt eine Wurfbude. Die beiden lernen sich kennen. Benedetta wird so mit einem Leben nach eigenen Vorstellungen im Widerstand gegen herrschende Geschlechternormen konfrontiert. Calcinculo ist ein Coming-of-Age-Film über eine ungleiche Freundschaft und gelebtes Empowerment.

## Hintergrund
Calcinculo (italienisch: Kettenkarussell) ist der zweite Spielfilm der italienischen Regisseurin Chiara Bellosi, die ihren Erstling Palazzo di Giustizia 2020 auf der Berlinale zeigte. Das Drehbuch stammt von Maria Teresa Venditti und Luca de Bei.
In den Hauptrollen sind die Erstlingsschauspielerin Gaia Di Pietro (Benedetta) und Andrea Carpenzano (Amanda). Kameramann war Claudio Cofrancesco, für den Schnitt war Carlotta Cristiani verantwortlich und die Musik stammt von Giuseppe Tranquillino. Produziert wurde der Film von der italienischen Firma Tempesta und tellfilm, gedreht wurde in Guidonia. Beendet wurden die Dreharbeiten im Juli 2021 im Raum Lugano.
Die Produktion wurde auf schweizerischer Seite vom Bundesamt für Kultur BAK und von RSI Radiotelevisione Svizzera gefördert, in Italien von Rai Cinema, Lazio innova, Istituto Luce Cinecittà und Tax Credit Italia.
Der Film hat am 13. Februar 2022 auf der Berlinale in der Sektion Panorama Weltpremiere gefeiert.

## Auszeichnungen und Nominierungen
- 2018:  Franco-Solinas-Preis und Claudia-Sbarigia-Stipendium, das die filmische Präsentation von Charakteren und die Darstellung weiblicher Lebenswelten fördert.[3][5]
- 2022: Internationale Filmfestspiele Berlin
  - Nominierung für den Teddy Award in der Kategorie Spielfilm[6]